# Trichaphodius andreinii
Trichaphodius andreinii är en skalbaggsart som beskrevs av Vladimir Balthasar 1939. Trichaphodius andreinii ingår i släktet Trichaphodius och familjen Aphodiidae. Inga underarter finns listade i Catalogue of Life.